# Johan Fredrik Bergh
Johan Fredrik Bergh, född 17 juni 1795 i Suonenjoki, död 30 september 1866 i Rantasalmi, var en finländsk prästman. Han var bror till Julius Immanuel Bergh.
Bergh blev kaplan i Nurmijärvi 1826, kyrkoherde i Jaakimvaara 1842 och Rantasalmi 1847. 1864 erhöll han teologie doktors titel. Bergh, som stod den finländska pietismen nära, försökte in i det längsta medla mellan de stridiga riktningarna inom rörelsen utan att lyckas. Som kaplan i Nurmijärvi förvandlade han söndagsskolorna där, som tidigare främst sysslat med primärundervisning, till religiösa utbildninganstalter och upplät lärarverksamheten till lekmän. Som fängelsepredikant i Kuopio 1824-1826 grundade han en skola med fångar som lärare och elever, och i Rantasalmi uppehöll han en fast skola för folkundervisning före folkskolans införande. Som medlem av Januariutskottet och vid lantdagen 1862/1863 ivrade han för ett allmänt rusdrycksförbud. 1852 års fattigvårdsförordning torde huvudsakligen ha utformats utifrån Berghs synpunkter.

## Utmärkelser
- Sankt Stanislausorden, tredje klass[1]

[Redigera Wikidata]